# Crocus candidus
Crocus candidus là một loài thực vật có hoa trong họ Diên vĩ. Loài này được E.D.Clarke miêu tả khoa học đầu tiên năm 1812.